# Liste der Kulturdenkmale im Kreis Steinburg
In der Liste der Kulturdenkmale im Kreis Steinburg sind die Kulturdenkmale im schleswig-holsteinischen Kreis Steinburg aufgelistet. 
Grundlage der Einzellisten sind die in den jeweiligen Listen angegebenen Quellen. Die Angaben in den einzelnen Listen ersetzen nicht die rechtsverbindliche Auskunft der zuständigen Denkmalschutzbehörde. Die erforderlichen Denkmaleigenschaften werden im Denkmalschutzgesetz von Schleswig-Holstein festgeschrieben.
Die Bodendenkmale sind in der Liste der Bodendenkmale im Kreis Steinburg erfasst.

## Aufteilung
Wegen der großen Anzahl von Kulturdenkmalen im Kreis Steinburg ist diese Liste in Teillisten aufgeteilt und alphabetisch sortiert nach den Städten und Gemeinden des Kreises.
| Gemeinde/ Stadt              | Kulturdenkmalliste                                       | Wappen | Lage | Bild eines Kulturdenkmals |
| ---------------------------- | -------------------------------------------------------- | ------ | ---- | ------------------------- |
| Altenmoor                    | Liste der Kulturdenkmale in Altenmoor                    |        |      |                           |
| Bahrenfleth                  | Liste der Kulturdenkmale in Bahrenfleth                  |        |      |                           |
| Beidenfleth                  | Liste der Kulturdenkmale in Beidenfleth                  |        |      |                           |
| Bekmünde                     | Liste der Kulturdenkmale in Bekmünde                     |        |      |                           |
| Blomesche Wildnis            | Liste der Kulturdenkmale in Blomesche Wildnis            |        |      |                           |
| Borsfleth                    | Liste der Kulturdenkmale in Borsfleth                    |        |      |                           |
| Breitenberg (Holstein)       | Liste der Kulturdenkmale in Breitenberg (Holstein)       |        |      |                           |
| Breitenburg                  | Liste der Kulturdenkmale in Breitenburg                  |        |      |                           |
| Brokdorf                     | Liste der Kulturdenkmale in Brokdorf                     |        |      |                           |
| Brokstedt                    | Liste der Kulturdenkmale in Brokstedt                    |        |      |                           |
| Dammfleth                    | Liste der Kulturdenkmale in Dammfleth                    |        |      |                           |
| Drage                        | Liste der Kulturdenkmale in Drage (Steinburg)            |        |      |                           |
| Ecklak                       | Liste der Kulturdenkmale in Ecklak                       |        |      |                           |
| Elskop                       | Liste der Kulturdenkmale in Elskop                       |        |      |                           |
| Engelbrechtsche Wildnis      | Liste der Kulturdenkmale in Engelbrechtsche Wildnis      |        |      |                           |
| Fitzbek                      | Liste der Kulturdenkmale in Fitzbek                      |        |      |                           |
| Glückstadt                   | Liste der Kulturdenkmale in Glückstadt                   |        |      |                           |
| Grevenkop                    | Liste der Kulturdenkmale in Grevenkop                    |        |      |                           |
| Gribbohm                     | Liste der Kulturdenkmale in Gribbohm                     |        |      |                           |
| Heiligenstedten              | Liste der Kulturdenkmale in Heiligenstedten              |        |      |                           |
| Herzhorn                     | Liste der Kulturdenkmale in Herzhorn                     |        |      |                           |
| Hodorf                       | Liste der Kulturdenkmale in Hodorf                       |        |      |                           |
| Hohenaspe                    | Liste der Kulturdenkmale in Hohenaspe                    |        |      |                           |
| Hohenfelde (Steinburg)       | Liste der Kulturdenkmale in Hohenfelde (Steinburg)       |        |      |                           |
| Hohenlockstedt               | Liste der Kulturdenkmale in Hohenlockstedt               |        |      |                           |
| Horst (Holstein)             | Liste der Kulturdenkmale in Horst (Holstein)             |        |      |                           |
| Itzehoe                      | Liste der Kulturdenkmale in Itzehoe                      |        |      |                           |
| Kaaks                        | Liste der Kulturdenkmale in Kaaks                        |        |      |                           |
| Kellinghusen                 | Liste der Kulturdenkmale in Kellinghusen                 |        |      |                           |
| Kiebitzreihe                 | Liste der Kulturdenkmale in Kiebitzreihe                 |        |      |                           |
| Kleve (Kreis Steinburg)      | Liste der Kulturdenkmale in Kleve (Kreis Steinburg)      |        |      |                           |
| Kollmar                      | Liste der Kulturdenkmale in Kollmar                      |        |      |                           |
| Krempdorf                    | Liste der Kulturdenkmale in Krempdorf                    |        |      |                           |
| Krempe                       | Liste der Kulturdenkmale in Krempe                       |        |      |                           |
| Krummendiek                  | Liste der Kulturdenkmale in Krummendiek                  |        |      |                           |
| Lägerdorf                    | Liste der Kulturdenkmale in Lägerdorf                    |        |      |                           |
| Landrecht (Steinburg)        | Liste der Kulturdenkmale in Landrecht (Steinburg)        |        |      |                           |
| Lockstedt                    | Liste der Kulturdenkmale in Lockstedt                    |        |      |                           |
| Münsterdorf                  | Liste der Kulturdenkmale in Münsterdorf                  |        |      |                           |
| Neuenbrook                   | Liste der Kulturdenkmale in Neuenbrook                   |        |      |                           |
| Neuendorf b. Elmshorn        | Liste der Kulturdenkmale in Neuendorf b. Elmshorn        |        |      |                           |
| Neuendorf-Sachsenbande       | Liste der Kulturdenkmale in Neuendorf-Sachsenbande       |        |      |                           |
| Nortorf (Wilstermarsch)      | Liste der Kulturdenkmale in Nortorf (Wilstermarsch)      |        |      |                           |
| Oelixdorf                    | Liste der Kulturdenkmale in Oelixdorf                    |        |      |                           |
| Oeschebüttel                 | Liste der Kulturdenkmale in Oeschebüttel                 |        |      |                           |
| Oldendorf                    | Liste der Kulturdenkmale in Oldendorf (Holstein)         |        |      |                           |
| Ottenbüttel                  | Liste der Kulturdenkmale in Ottenbüttel                  |        |      |                           |
| Quarnstedt                   | Liste der Kulturdenkmale in Quarnstedt                   |        |      |                           |
| Rade (Steinburg)             | Liste der Kulturdenkmale in Rade (Steinburg)             |        |      |                           |
| Rosdorf (Holstein)           | Liste der Kulturdenkmale in Rosdorf (Holstein)           |        |      |                           |
| Sankt Margarethen (Holstein) | Liste der Kulturdenkmale in Sankt Margarethen (Holstein) |        |      |                           |
| Schenefeld (Kreis Steinburg) | Liste der Kulturdenkmale in Schenefeld (Kreis Steinburg) |        |      |                           |
| Schlotfeld                   | Liste der Kulturdenkmale in Schlotfeld                   |        |      |                           |
| Sommerland                   | Liste der Kulturdenkmale in Sommerland                   |        |      |                           |
| Stördorf                     | Liste der Kulturdenkmale in Stördorf                     |        |      |                           |
| Störkathen                   | Liste der Kulturdenkmale in Störkathen                   |        |      |                           |
| Süderau                      | Liste der Kulturdenkmale in Süderau                      |        |      |                           |
| Wacken                       | Liste der Kulturdenkmale in Wacken                       |        |      |                           |
| Wewelsfleth                  | Liste der Kulturdenkmale in Wewelsfleth                  |        |      |                           |
| Willenscharen                | Liste der Kulturdenkmale in Willenscharen                |        |      |                           |
| Wilster                      | Liste der Kulturdenkmale in Wilster                      |        |      |                           |
| Wrist                        | Liste der Kulturdenkmale in Wrist                        |        |      |                           |